# NT Almirante Gastão Motta (G-23)
O NT Almirante Gastão Motta (G-23) é uma embarcação da Marinha do Brasil que exerce a função de navio tanque.
Primeira embarcação a ostentar esse nome na Armada Brasileira, a sua construção foi ordenada a 15 de dezembro de 1987, para substituir o NT Marajó (G-27) e o Navio de Apoio Logístico Almirante Gastão Motta (G-29) (ex-NM Itatinga, do Lloyd Brasileiro), que teve a sua conversão para uso naval cancelada, sendo vendido em 1987.
Com projeto desenvolvido a partir de requisitos definidos pela Marinha, foi construído pelo estaleiro Ishikawajima do Brasil Estaleiros S/A (ISHIBRAS), no Rio de Janeiro, com elevado nível de nacionalização. Teve a sua quilha batida a 11 de dezembro de 1989, sendo lançado ao mar e batizado em 1 de junho de 1990. Após concluir as provas de mar, foi submetido a Mostra de Armamento e incorporado à Armada em 26 de novembro de 1991.
Subordinado ao Comando do Primeiro Esquadrão de Apoio, integra a Força de Superfície da Esquadra com a função de prover apoio logístico móvel às Forças Navais, em particular o reabastecimento de combustíveis utilizados por embarcações e aeronaves.
Conta com um moderno Sistema de Reabastecimento no Mar, projetado para realizar, mesmo sob condições meteorológicas adversas, diurnas ou noturnas, transferências de combustível com eficiência e segurança. Totalmente automatizado, o sistema permite que as fainas possam ser executadas nas Estações de Meio-Navio, simultâneamente em ambos os bordos, e na Estação de Popa. Possui ainda recursos para transferência de água, pessoal e material.
Em junho de 2009 participou da missão de resgate dos destroços do Voo Air France 447 no Oceano Atlântico.
É um dos últimos navios a possuir um modelo de casco simples antes de serem aprovadas as leis que obrigam um casco duplo a fim de proteger o oceano de vazamentos. Isto tem se tornardo um impeditivo de navegação em várias circunstâncias devido a estas leis.

## Mascote
O São Bernardo, é o mascote do navio, sendo considerado como o equivalente do navio em sua função de resgate de pessoas em ambientes inóspitos.
Lema: Nós fazemos a Esquadra ir mais longe!